# 陸軍恤兵部
陸軍恤兵部（りくぐんじゅっぺいぶ）は、陸軍省内の部署の一つである。長は恤兵監。戦時もしくは事変に際して陸軍大臣が必要としたときに設置されるとされ、日清戦争が始まった明治27（1894）年に設置された。
戦地への慰問、或は慰問で送られるものを「恤兵」と呼ぶが、この部署では主にその恤兵の管理などを行っていた。また『陣中倶楽部』など、兵士向けの慰問雑誌の発行業務も行っていたほか、招集された映画監督（伊賀山正光など）による映画班も編成され、実際に製作も行われた。日中戦争の長期化に伴って恤兵も大きく増加したため、その規模は拡張した。
慰問金の分配や寄付金による慰問品の購入、戦地への慰問団の派遣、遺族扶養や傷痍軍人・帰還兵の援助も担った。
設置にかかった費用は、四千七拾弐圓七拾六銭である。